# Godall
Godall es un municipio situado en la comunidad autónoma de Cataluña, España. Forma parte de la provincia de Tarragona y se encuentra en la comarca del Montsiá. Según los datos recopilados en 2015, la población del municipio era de 632 habitantes. Godall está ubicado a una altitud de 168 metros, en una hondonada atravesada por el barranco de la Caldera. 
El término municipal de Godall limita al norte con Masdenverge y La Galera, al este con Freginals, y al sur y oeste con Ulldecona.

## Historia

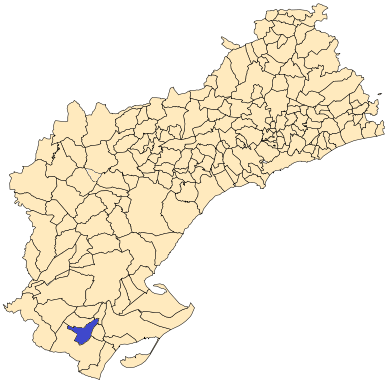
Situación en la provincia de Tarragona

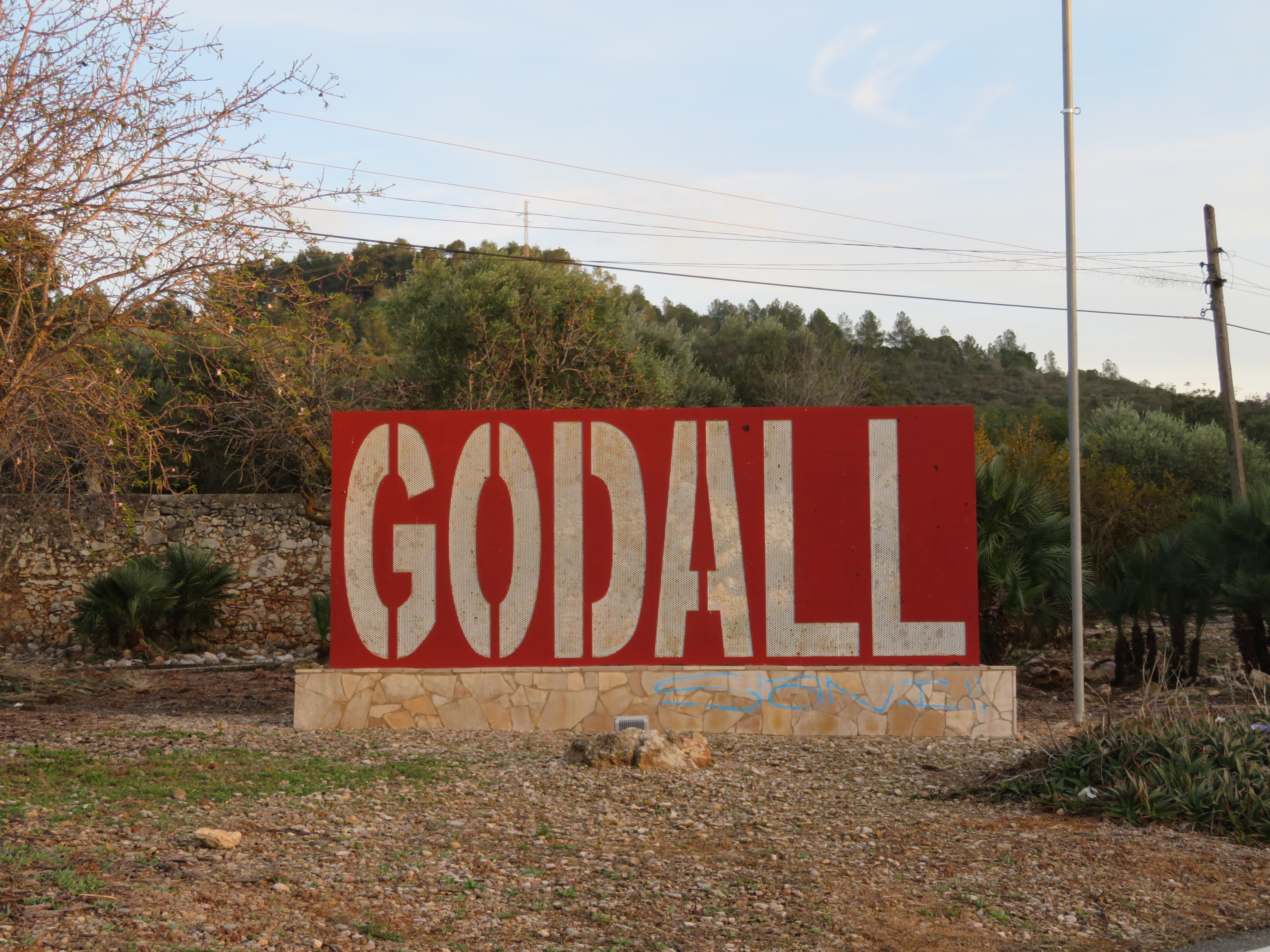
Municipio de Godall

Godall tiene sus raíces históricas en la época de dominación sarracena, ya que el topónimo aparece documentado antes de la conquista definitiva del lugar a mediados del siglo XII. Durante esta etapa, el municipio fue testigo de diferentes acontecimientos que marcaron su desarrollo a lo largo del tiempo.
Tras la conquista, el núcleo urbano de Godall se estableció cerca de la iglesia y, con el paso de los años, se fue expandiendo con la incorporación de pequeños caseríos cercanos. Con el tiempo, esta evolución configuró la población actual y contribuyó a su crecimiento y desarrollo a lo largo de la historia.

## Geografía humana

### Demografía
Cuenta con una población de 612 habitantes (INE 2024).
| Gráfica de evolución demográfica de Godall entre 1842 y 2021 |
| |
| Población de derecho según los censos de población del INE Población de hecho según los censos de población del INEEntre el censo de 1857 y el anterior, disminuye el término del municipio porque independiza a 43078 (Mascenverge) |

### Economía
La principal actividad económica de Godall es la agricultura, siendo el olivo el cultivo más destacado. El municipio cuenta con una cooperativa agrícola. Sin embargo, el sector ha sufrido descensos debido a la fuerte crisis económica. También destacan el cultivo de almendros, viñas y mandarinos.
En cuanto a la actividad ganadera, después de superar unos años de difícil subsistencia, parece estar experimentando una recuperación en la producción de los sectores porcino, ovino, de conejos, aviar, de bóvidos y caprino.

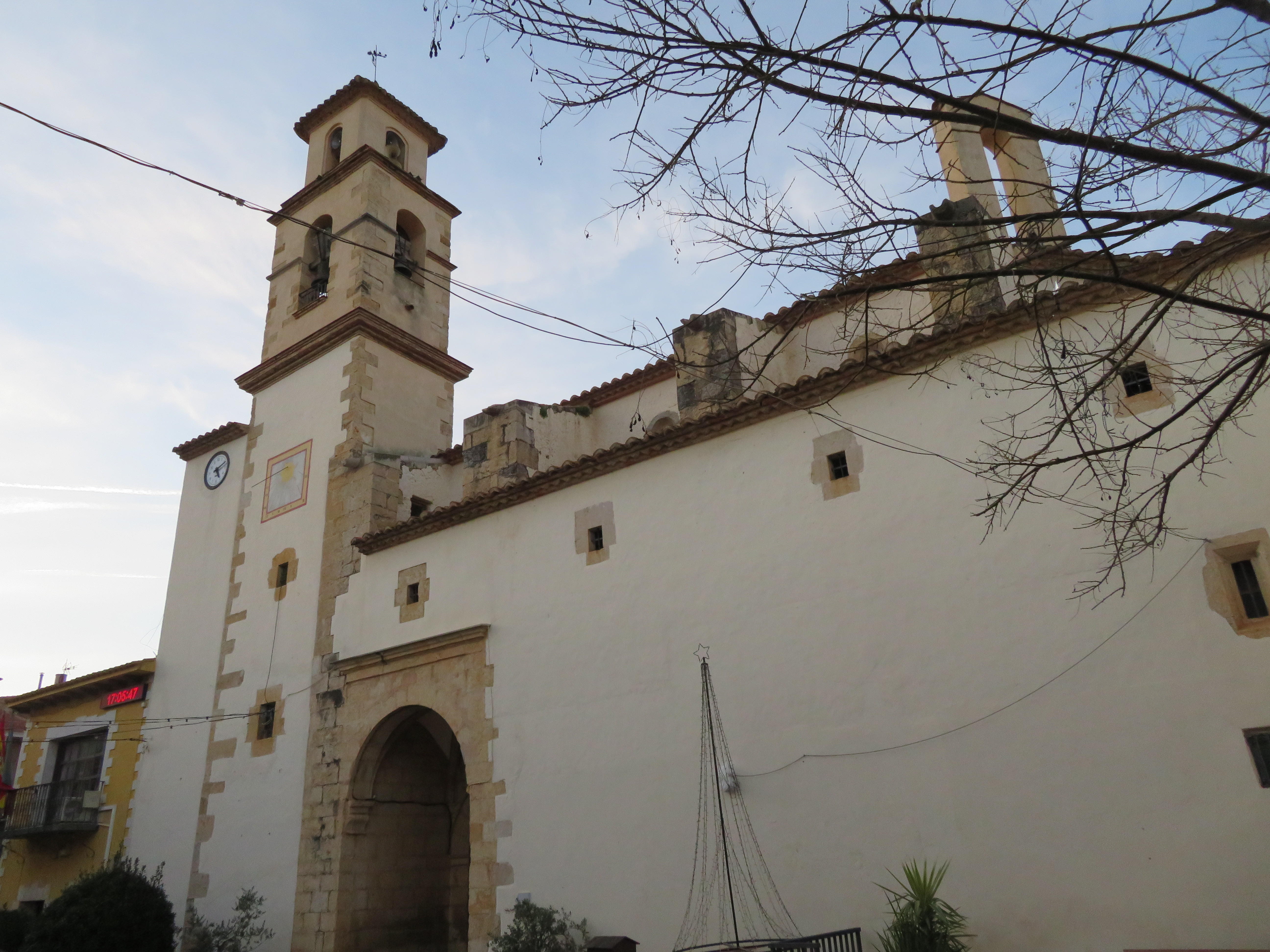
Iglesia de San Salvador, Godall

## Cultura

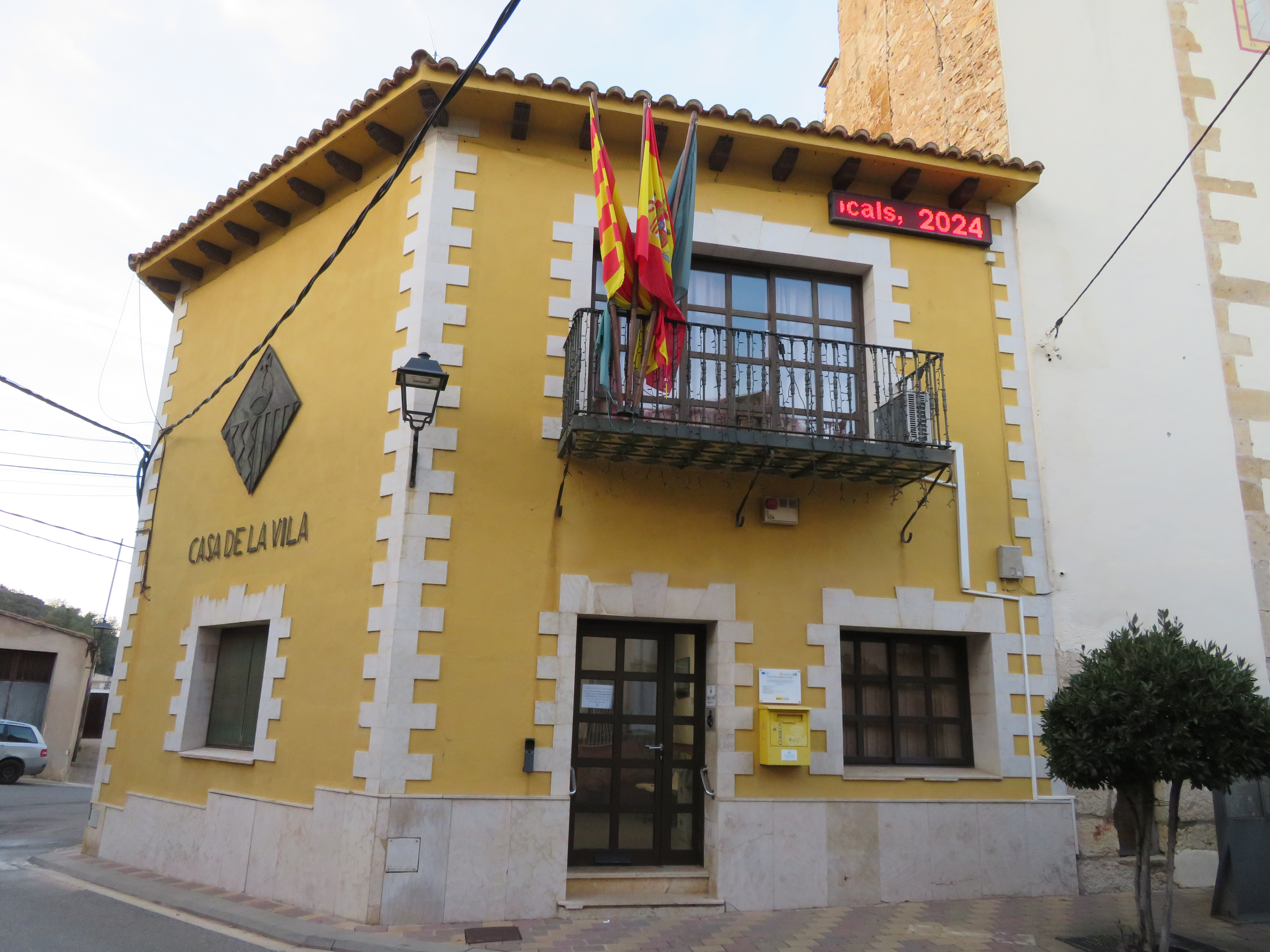
Ayuntamiento de Godall

La iglesia parroquial está dedicada a San Salvador. Es un edificio del gótico tardío.

### Fiestas
Godall celebra su fiesta mayor en el mes de agosto. Las celebraciones del carnaval tienen una especial tradición en la villa. Durante esas fechas se celebran bailes y una guerra de harina.